# Parque eólico Loma Blanca
El Parque eólico Loma Blanca es un parque eólico argentino, ubicado al norte de la localidad de Trelew, en la provincia del Chubut, Argentina, en las elevaciones denominadas Loma María. Comenzó a producir energía en 2013.
El parque fue construido por el grupo ISOLUX CORSAN S.A. y operado en un principio por ENARSA, luego fue vendido a GENNEIA.
La construcción está dividida en seis etapas y la primera de ellas (Loma Blanca IV) comenzó a construirse a principios del 2013. Esta primera etapa está compuesta por 17 aerogeneradores Alstom ECO 100 de 3 MW cada uno, totalizando unos 50 MW y a fines de julio de 2013, con la puesta en servicio, comenzó a generar energía, estimándose producir unos 183 GWh anuales, suficiente para abastecer el consumo anual de casi 70.000 hogares
Actualmente se encuentran en proceso los Parques Eólicos Loma Blanca I (50 MW), II (50 MW), III (50 MW), y VI (100 MW), todos a cargo de GoldWind, con generadores GoldWind HH100 de 3,2 MW.
De construirse las restantes cinco etapas, alcanzaría una potencia instalada de 350 MW (5x50 MW + 1x100 MW) y la energía producida, que equivale a abastecer unos 430.000 hogares, se volcará al Sistema Argentino de Interconexión (S.A.D.I.). 
La disposición de los aerogeneradores correspondientes al Parque Eólico LB IV será en cuatro alineaciones principales, aproximadamente de norte a sur, perpendiculares a la dirección principal del viento. El parque eólico se sitúa a ambos lados de la ruta nacional Nº 3 entre Puerto Madryn y Trelew.

## Galería

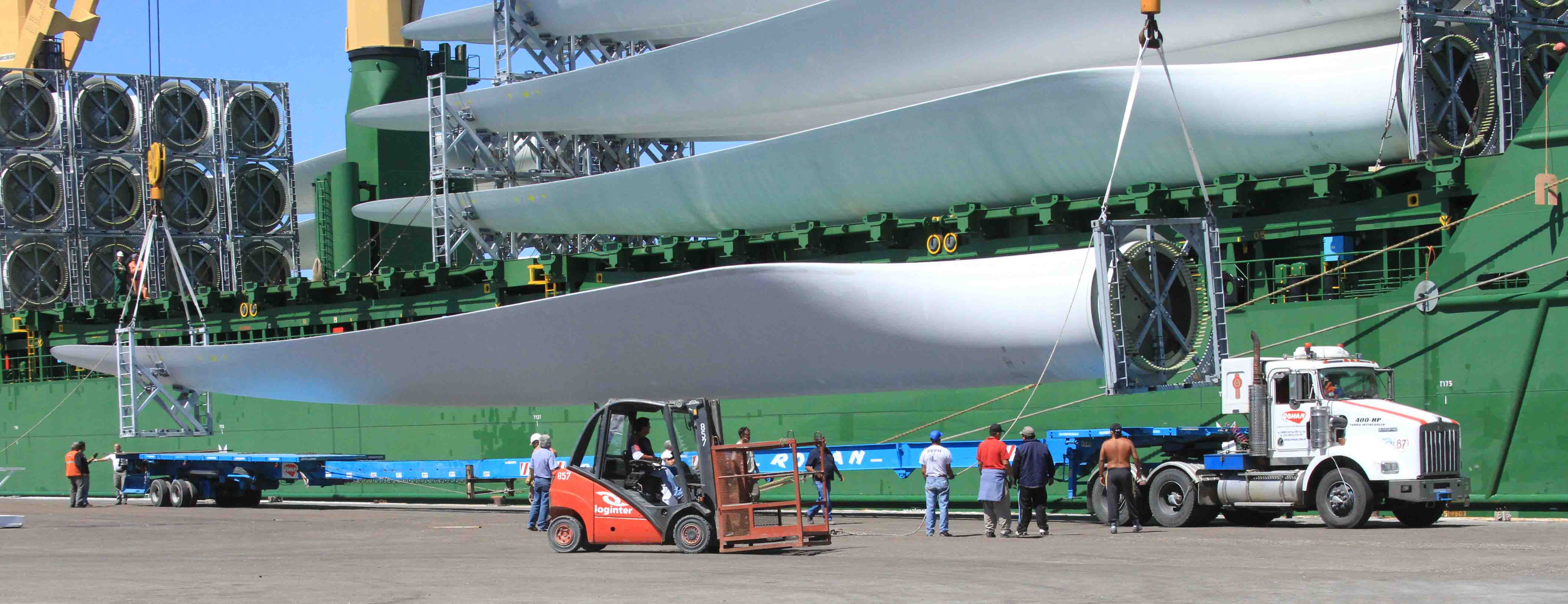
Descargando las aspas de los molinos Alstom ECO 100 en el muelle Almirante Storni de Puerto Madryn
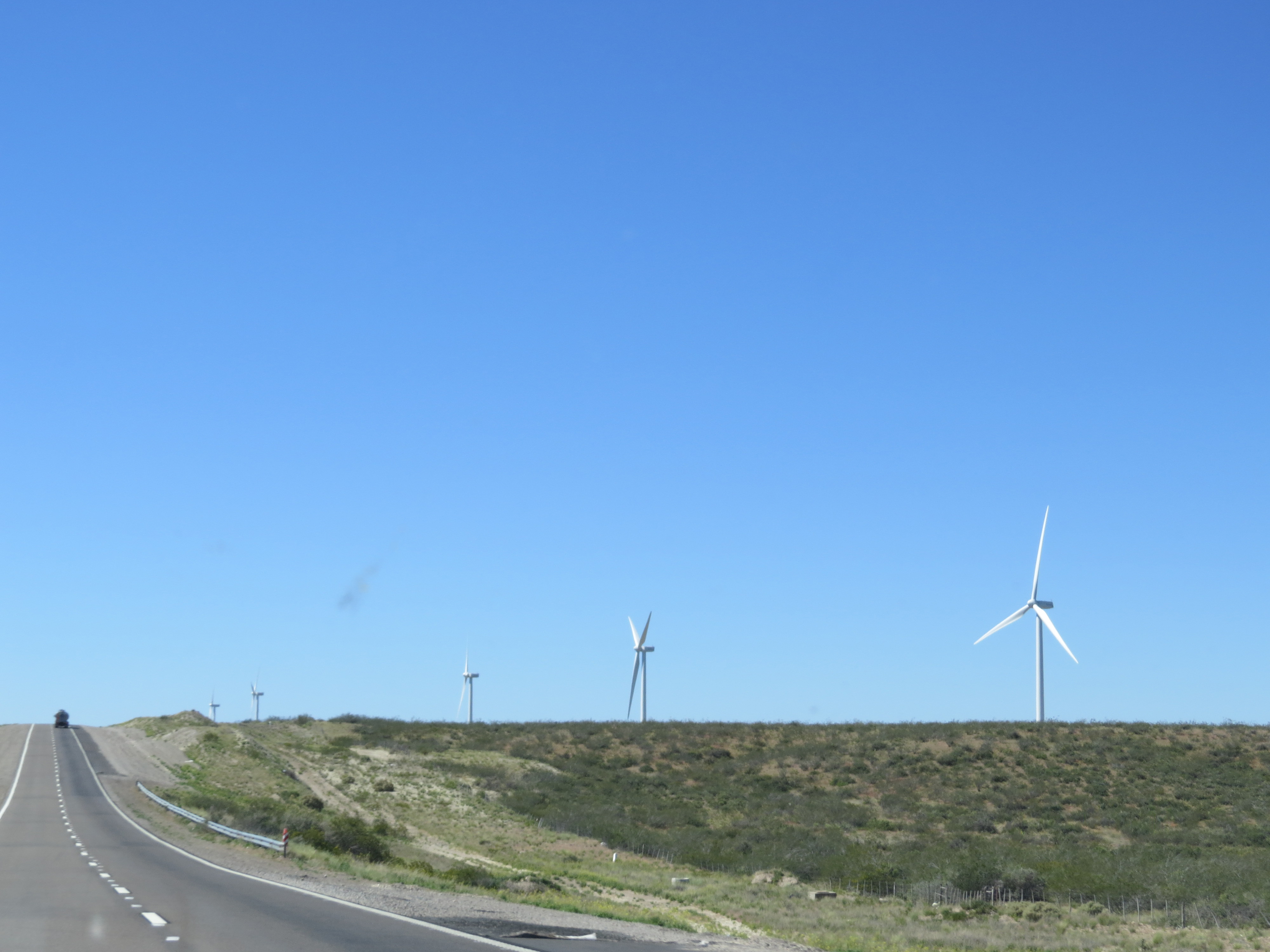
Vista desde la ruta 3
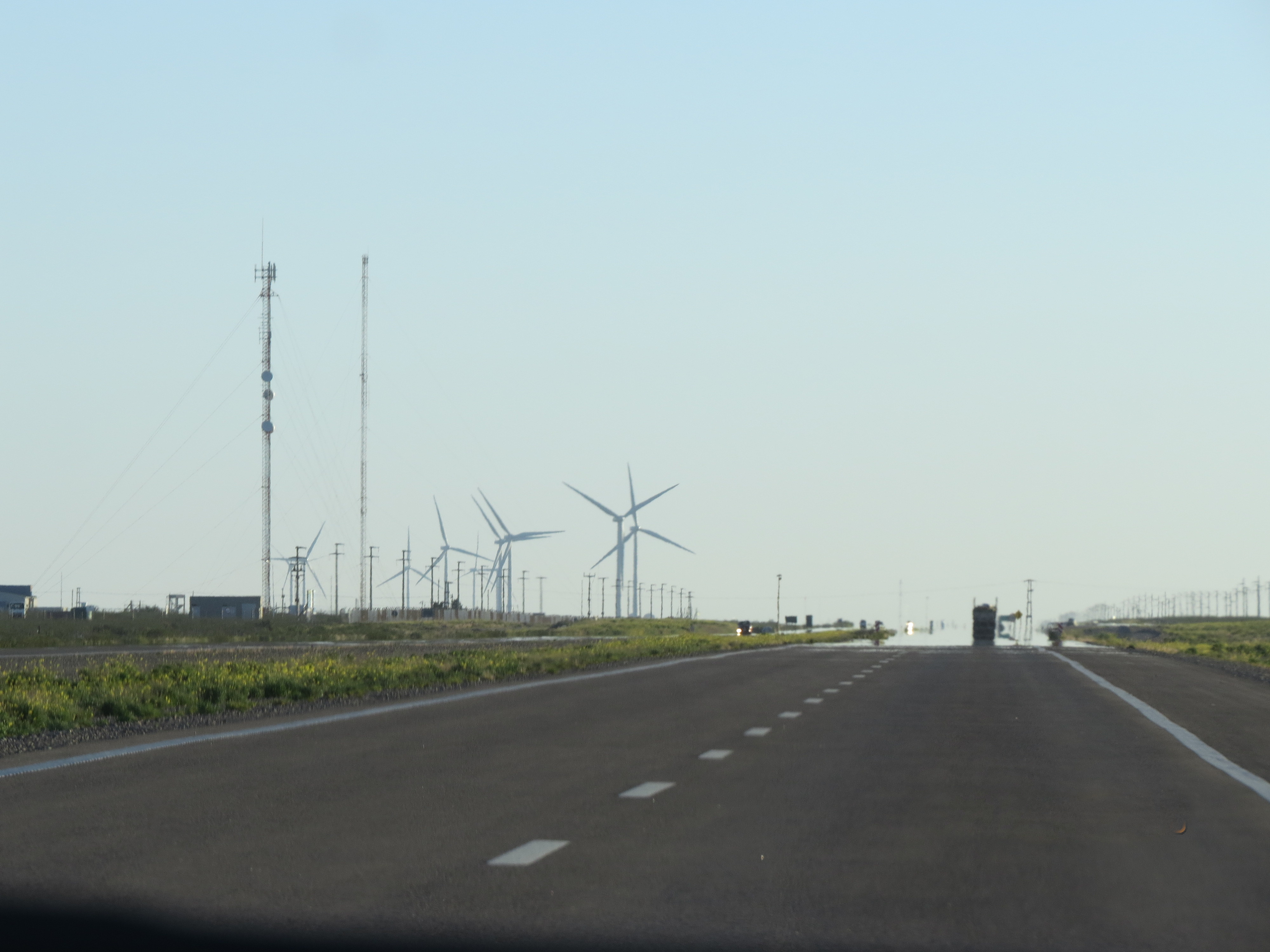
Vista parcial del sitio de la ex Torre Omega Trelew
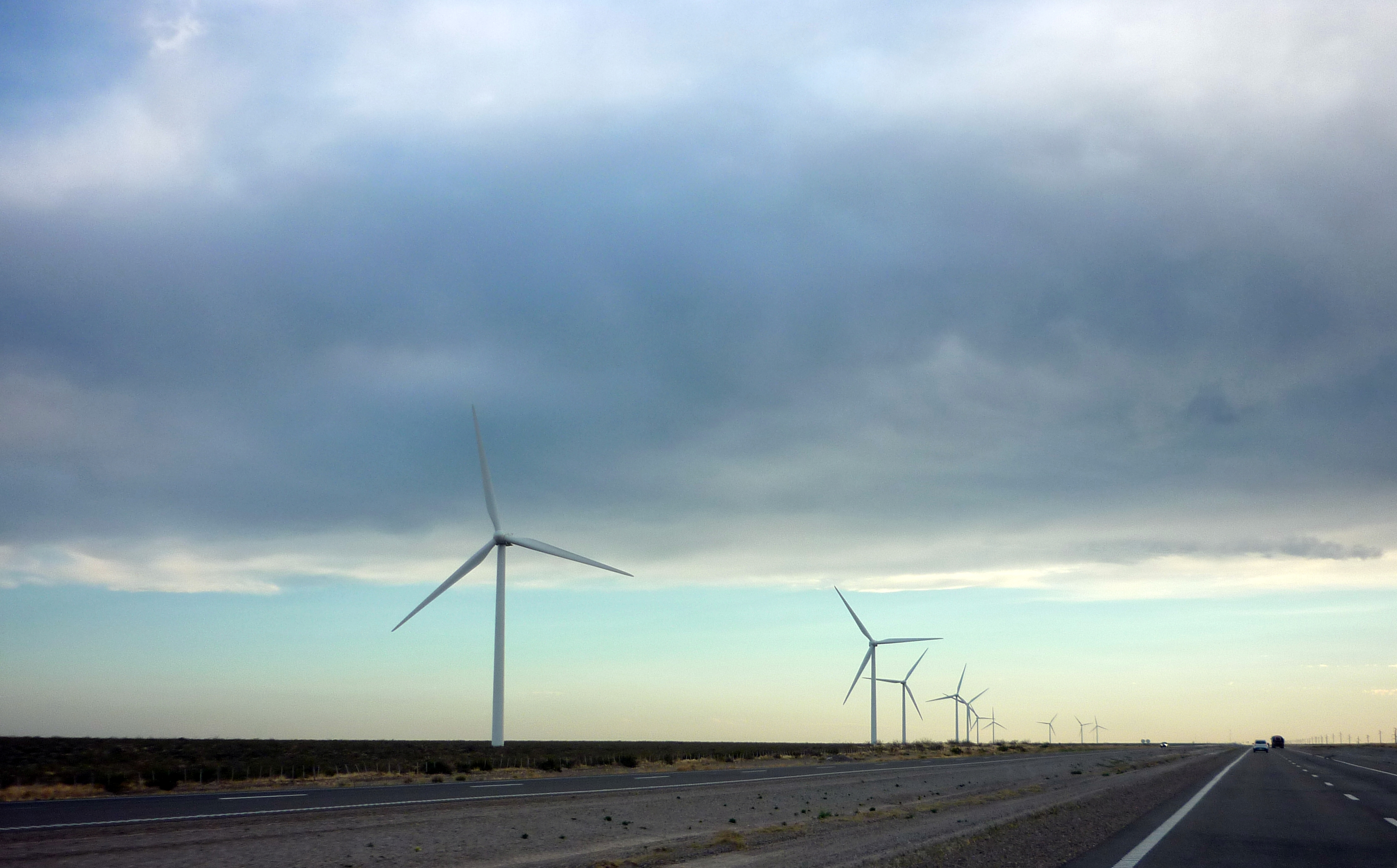
Loma Blanca IV (1)
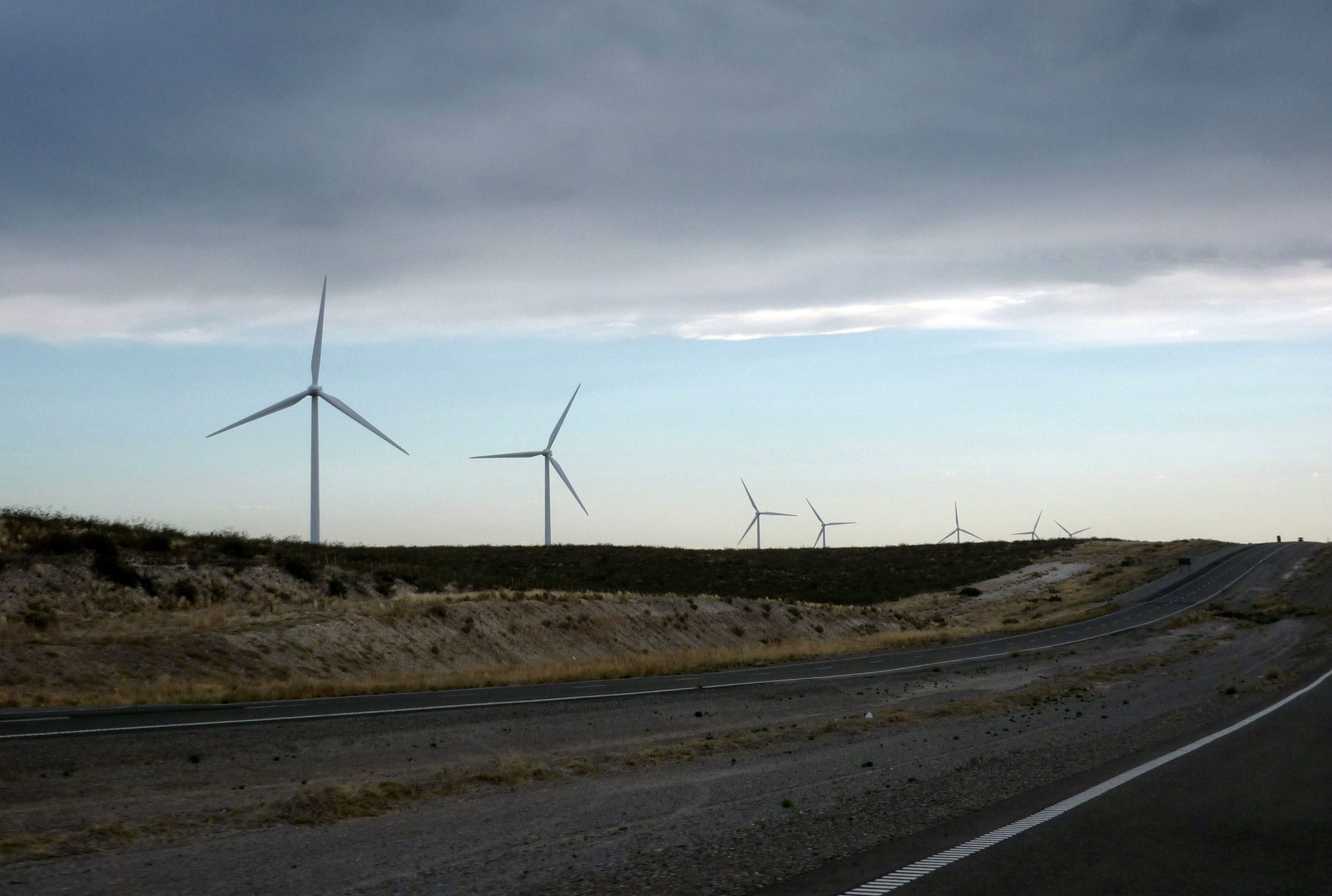
Loma Blanca IV (2)
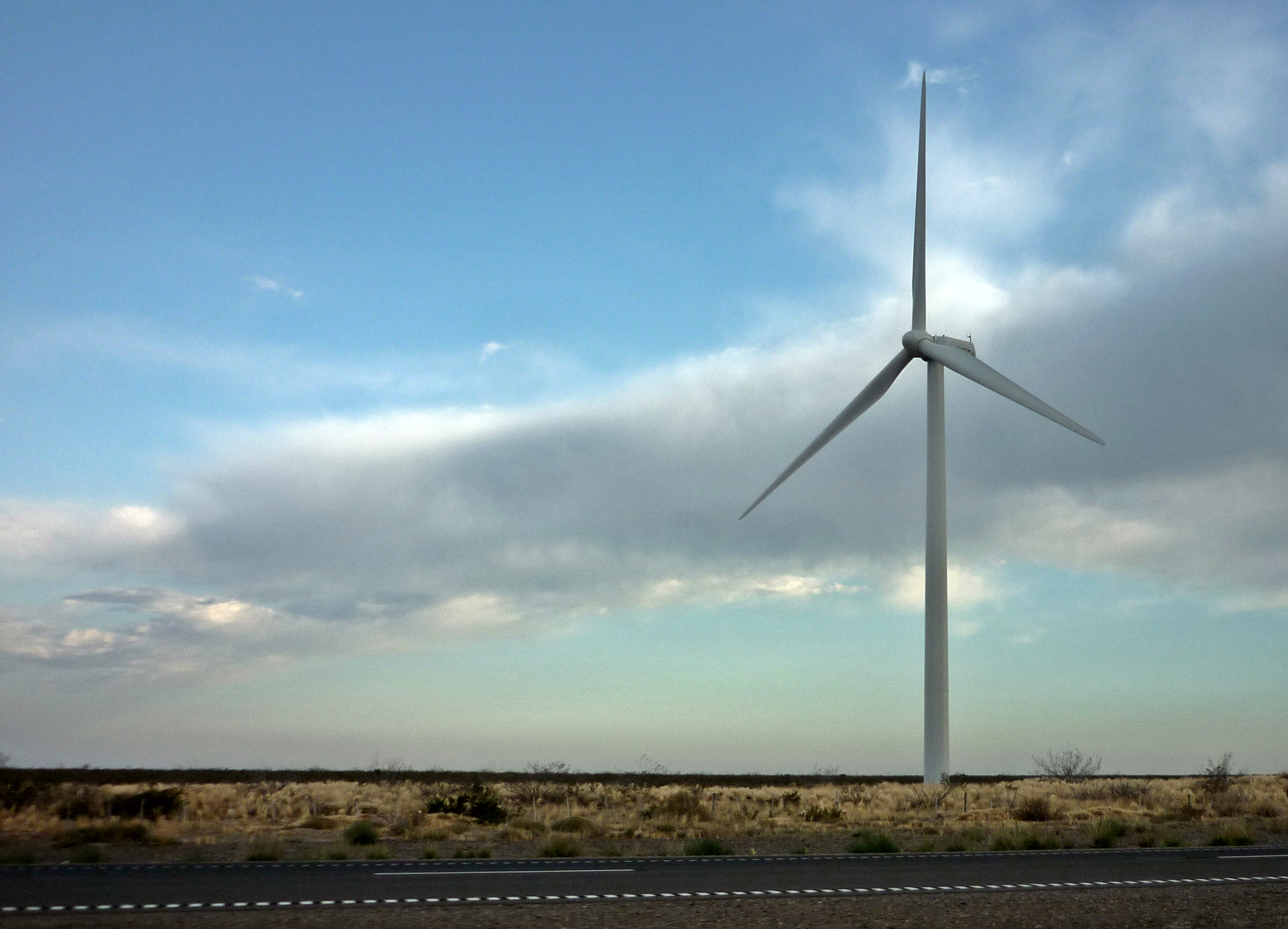
Aerogenerador Alstom ECO100 de etapa IV
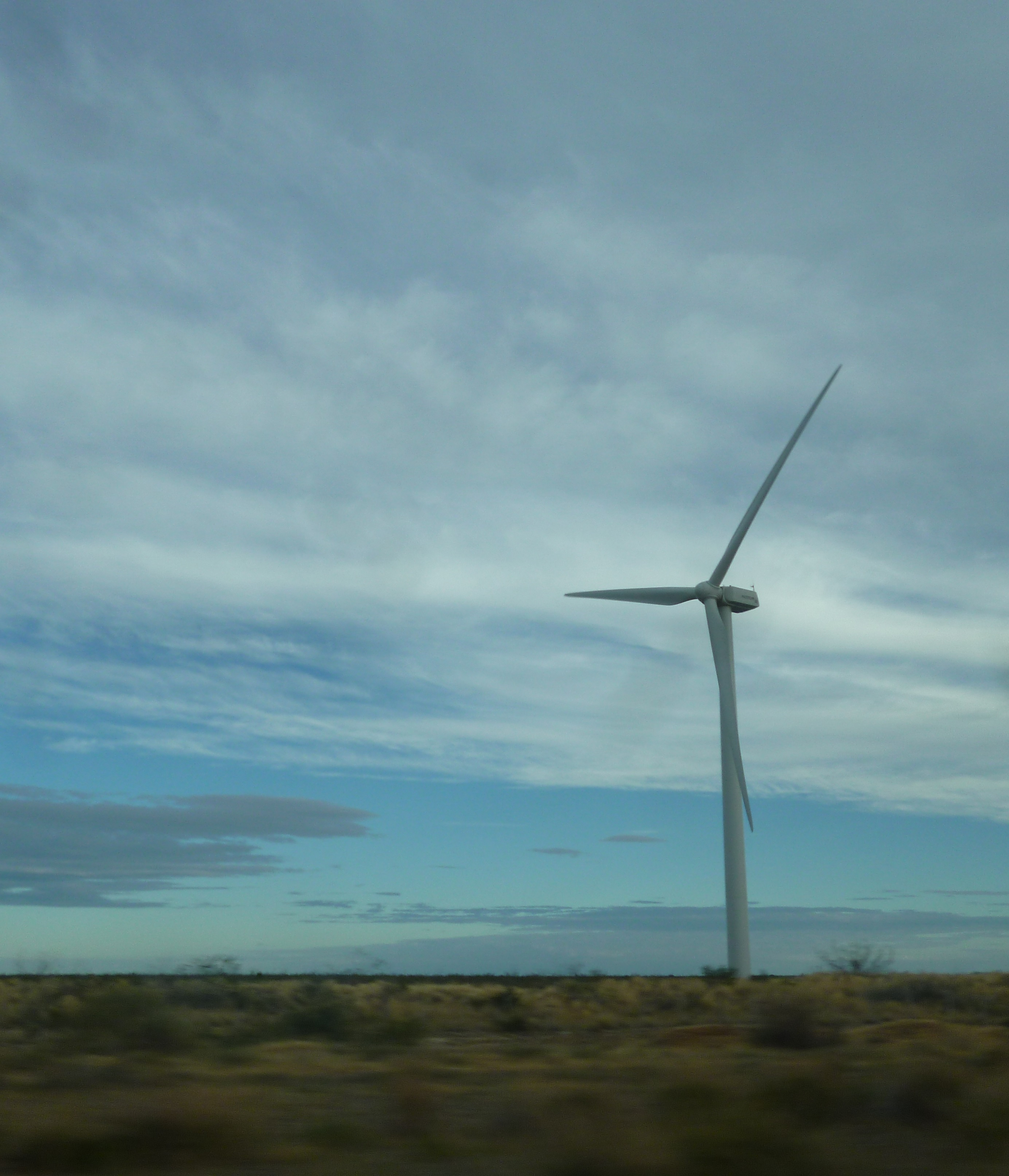
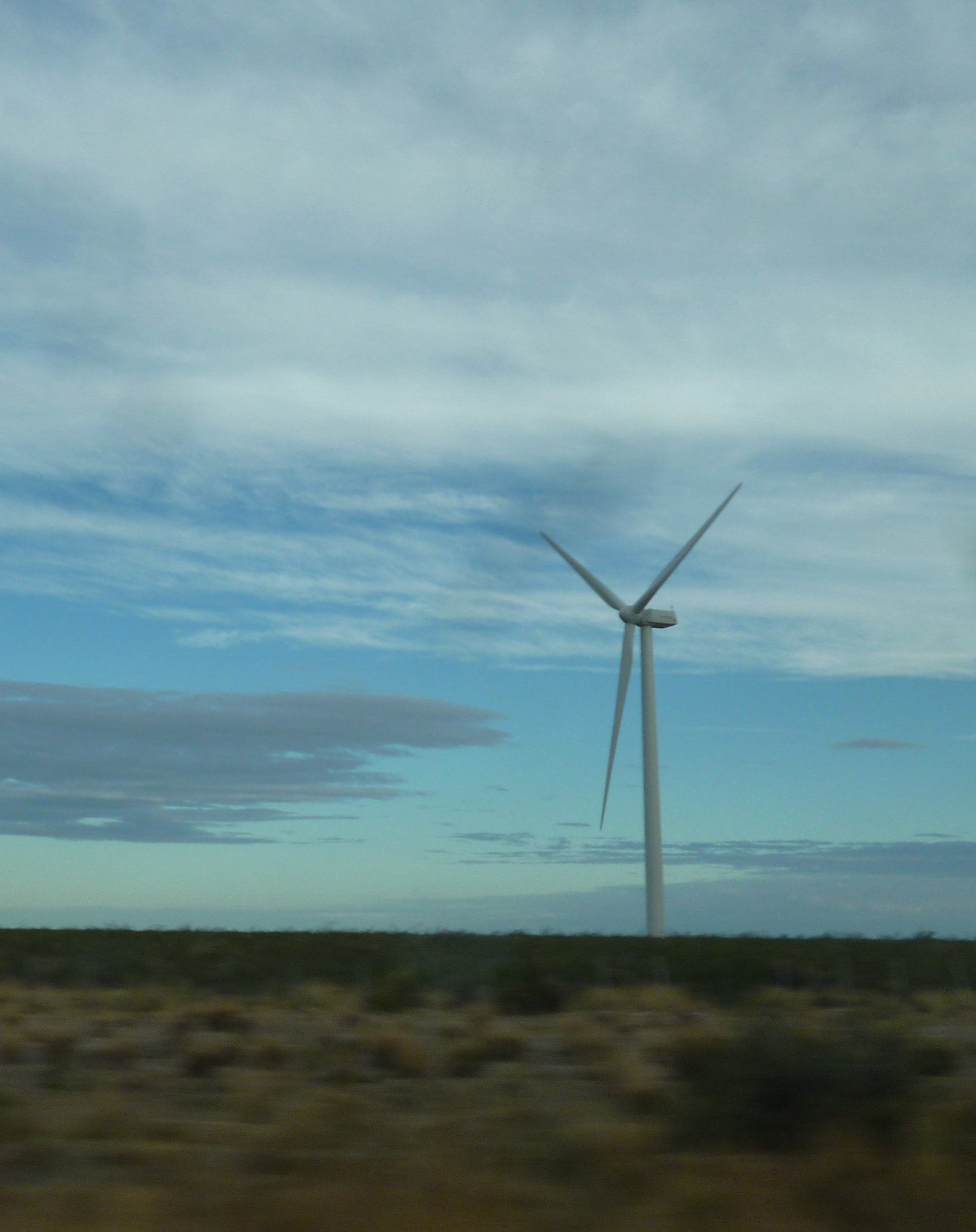